# ウーゴ・カヴァッレーロ
ウーゴ・カヴァッレーロ（Ugo Cavallero, 1880年9月20日 - 1943年9月13日）は、イタリア王国の軍人。

## 経歴

### 初期の軍歴
北イタリアのピエモンテ州にあるカザーレ・モンフェッラートで資産家の子息として生まれた。1900年、モデナ陸軍士官学校で砲兵士官として訓練を受け、陸軍少尉に任官した。士官学校とは別に大学で数学の学位を取得し、またドイツ語と英語を流暢に操るなど学識の豊かさで知られていた。1904年、陸軍中尉へ昇進すると砲兵学校の訓練教官となった。1911年、伊土戦争に従軍、翌年に陸軍大尉へ昇進して師団参謀となった。1913年、リビアでオスマン帝国軍との戦いで活躍して勲章を授与されている。
1915年、イタリア本国に帰国して陸軍少佐に昇進すると共に陸軍参謀本部に配属された。第一次世界大戦の間、カヴァッレーロは陸軍参謀本部で多くの作戦計画の立案に関与し、矢継ぎ早に特別昇進を重ねて1918年に陸軍大佐となった。大戦末期には主任参謀としてオーストリア・ハンガリー軍の攻勢を頓挫させたピアーヴェ川の戦いの作戦立案に関わり、才気ある参謀としての評判を得た。一方で彼が参謀として活動する間、上官のピエトロ・バドリオに対する敵意を養った。1918年12月、終戦後に陸軍准将へ昇進したが、軍には残らず退役する道を選んだ。

### 戦間期
退役後は重工業メーカーであるピレリ社の役員に就任して政財界に影響力を持ったが、その関係から退役兵団体を率いる政治家ベニート・ムッソリーニと親交を持つようになる。1925年、ファシスト政権による独裁体制が確立されるとカヴァッレーロは軍務省次官として招致され、再び軍に関わり始めた。独裁体制下で軍務大臣職は国家統領であるムッソリーニが兼務していたが、実務面は軍務省次官のカヴァッレーロに一任されていた。事実上の軍事顧問として重用されたカヴァッレーロは軍備や戦争計画について多くの影響を与えたと見られる。
1925年、新たに設立された最高司令部の権限を巡って、初代王国軍参謀総長に選出された不仲のピエトロ・バドリオ陸軍元帥と対立した。1926年、サヴォイア家から元老院議員（上院議員）と伯爵の名誉称号を与えられた、軍にも陸軍少将として復帰した。カヴァッレーロは軍・政府・王家に働きかけて統合参謀本部の権力を弱体化させようとしたが、最終的にはバドリオとの政治闘争に敗れて軍務省次官を退任した。再び軍や政府から離れ、ピレリ社と並ぶ重工業メーカーであるアンサルド社の役員となった。

### 第二次世界大戦
1938年、陸軍中将として軍に三度復帰し、イタリア領東アフリカ（AOI）方面軍総司令官に着任したものの、東アフリカ副王を務めるアオスタ公アメデーオ・ディ・サヴォイアの統治を批判した事で1939年4月に解任された
1940年5月10日、第二次世界大戦にイタリア王国が参戦する意向を固めるとカヴァッレーロは陸軍大将に昇進してアルバニア方面軍に配属された。1940年12月5日、宿敵であるバドリオがイタリア・ギリシャ戦争の不首尾についてムッソリーニに責任を追及され、王国軍参謀総長を解任されるとその後任に任命された。カヴァッレーロはアルバニア南部にまで後退していた軍部隊の再編に着手し、ギリシャ軍の反撃を押さえ込んで防衛線の構築に成功した。しかし翌年の春に行われた攻勢計画は成功せず、1941年4月6日にドイツ軍が参戦してギリシャ軍側面を攻撃するまで戦闘は続いた。防御には成功したが、第二次攻勢に失敗したカヴァッレーロにイタリア・ギリシャ戦争での責任の一端があったかは意見が分かれるが、それ以上に北アフリカ戦線における戦争指導について議論の対象とされる事が多い。
北アフリカ戦線について、ドイツ語を得意するカヴァッレーロはナチス・ドイツ側の要人達と親密な交流を結んだが、軍関係者についてはドイツ陸軍のエルウィン・ロンメルではなく、ドイツ空軍のアルベルト・ケッセルリンクと信頼関係を築いた。彼はしばしばケッセルリングの方針に従った防御的な行動を前線に要求し、積極的な反撃を主張するロンメルとは極めて不仲であった。だがヒトラーとムッソリーニの賛意を得たロンメルの攻勢計画は目覚しい勝利を挙げ、カヴァッレーロの立場は徐々に厳しい状態となった。ロンメルが攻勢の成功から元帥に昇進した為、指揮系統を維持するべく1942年7月1日にカヴァッレーロも陸軍元帥に任命された。
1943年、本国に帰還したロンメルに代わってジョヴァンニ・メッセとハンス＝ユルゲン・フォン・アルニムがチュニジアでの抵抗を続けたが、同年5月13日にチュニスが陥落し北アフリカ戦線での戦いは終結した。その少し前となる1943年2月1日にカヴァッレーロは北アフリカ戦線の苦戦を理由に王国軍参謀総長から解任され、後任にはヴィットーリオ・アンブロジオ将軍が着任した。

### 自決
ロンメルと対立したとはいえ、親睦を深めていたナチス・ドイツ政府からは騎士鉄十字章を授与された。しかしそれがかえって反独派が主導権を持ち始めたイタリア国内での冷淡な扱いに繋がった。ロベルト・ファリナッチら国家ファシスト党幹部の親独派に取り入っていたカヴァッレーロの解任は反独派の軍高官や政治家達（バドリオ元帥やガレアッツォ・チャーノ外務大臣など）から大いに喜ばれた。さらに解任と同時期にクーデターが行われ、ムッソリーニもまた失脚し、敵対していたピエトロ・バドリオが首相になった。バドリオは直ちにカヴァッレーロを拘束して、新政府への反抗を理由に投獄した。カヴァッレーロは手紙でバドリオに「自分はファシスト政権とドイツ軍を嫌悪している」と苦しい弁解をしたが、根っからの親独派である事は周知の事実であり、また宿敵であるバドリオが首相である臨時政府は相手にしなかった。
ナチスの後ろ盾を得たイタリア社会共和国（RSI）が義勇軍とドイツ軍と共にローマに入場すると、バドリオは国王達と南部に逃亡した。晴れて開放されたカヴァッレーロはRSI軍への参加を志願したが、皮肉にも彼がバドリオに書いた手紙が見つかってしまった。RSI軍とドイツ軍、それに王国軍と連合軍の双方から不興を買ったカヴァッレーロは追い詰められた末、自ら拳銃で自殺した。もっともこの自殺すら、強要された結果だとする歴史家は多い。

## 勲章
- マルタ騎士団勲章（マルタ騎士団）
- 騎士鉄十字章（ナチス・ドイツ）

## 参照
- Scherzer, Veit (2007). Ritterkreuzträger 1939–1945 Die Inhaber des Ritterkreuzes des Eisernen Kreuzes 1939 von Heer, Luftwaffe, Kriegsmarine, Waffen-SS, Volkssturm sowie mit Deutschland verbündeter Streitkräfte nach den Unterlagen des Bundesarchives (in German). Jena, Germany: Scherzers Miltaer-Verlag. ISBN 978-3-938845-17-2.